# Nilssonia
Nilssonia is een geslacht van schildpadden uit de familie weekschildpadden (Trionychidae). De groep werd voor het eerst wetenschappelijk beschreven door William Perry Hay in 1904. 
Er zijn vier soorten die allemaal drieklauwschildpad worden genoemd, ook soorten uit andere geslachten als Apalone en Pelodiscus worden overigens zo genoemd. Alle soorten leven in Zuid-Azië, in Bangladesh, India, Nepal en Pakistan. De soorten worden vrij groot, de schildlengtes lopen uiteen van 60 tot 90 centimeter. Alle vier de soorten zijn typische weekschildpadden met een zacht schild, een zeer aquatiele levenswijze en een voornamelijk carnivoor dieet.
Op één soort na, Nilssonia leithii, zijn alle soorten beschermd en mogen niet zomaar worden in- of uitgevoerd. Geen enkele soort is echter sterk bedreigd, al zorgen menselijke invloeden als habitatvernietiging ervoor dat het leefgebied kleiner wordt.

## Taxonomie
Geslacht Nilssonia
- Soort Birmese drieklauw (Nilssonia formosa)
- Soort Gangesdrieklauw (Nilssonia gangetica)
- Soort Nilssonia hurum
- Soort Nilssonia leithii
- Soort Nilssonia nigricans